# Ischnoptera pallipes
Ischnoptera pallipes es una especie de cucaracha del género Ischnoptera, familia Ectobiidae. Fue descrita científicamente por Scudder en 1869.
Habita en Brasil y Perú.